# Tmarus salai
Tmarus salai är en spindelart som beskrevs av Schick 1965. Tmarus salai ingår i släktet Tmarus och familjen krabbspindlar. Inga underarter finns listade i Catalogue of Life.